# ブーリ

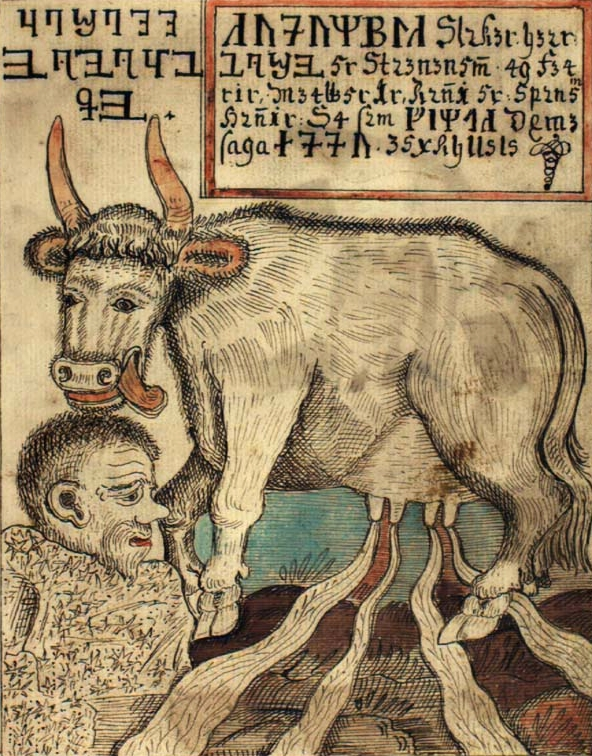
18世紀のアイスランド語写本『NKS 1867 4to』にあるこの挿絵の中で、ブーリが雌牛のアウズンブラによって塩分を含んだ氷の塊から舐め取られている。

ブーリ（またはブリ。古ノルド語: Búri）は、北欧神話において最初に生まれたとされる神である。
彼は、ボルの父であり、オーディンの祖父である。
ブーリは、ギンヌンガ・ガップの中に貯まった塩分を含む氷を舐め続けた雌牛のアウズンブラによって作り出された。この物語を唯一現在に伝えているのが、スノッリ・ストゥルルソンが書いた『散文のエッダ』第一部『ギュルヴィたぶらかし』である。
| Hon sleikti hrímsteinana er saltir váru. Ok hinn fyrsta <dag> er hon sleikti steina, kom ór steininum at kveldi manns hár, annan dag manns höfuð, þriðja dag var þar allr maðr. Sá er nefndr Búri. Hann var fagr álitum, mikill ok máttugr. Hann gat son þann er Borr hét. — Normalized text of R | 大意： アウズンブラがしょっぱい氷の塊を舐めていると人間の形が現れてきた。1日目に頭髪が、2日目に頭が、そして3日目に全身が現れた。彼はブーリと呼ばれた。美しい顔立ちであり、貴く強かった。後にボルと呼ばれる息子を得た。 |  |

ブーリは、『詩のエッダ』にはどこにも言及されず、スカルド詩の全ての文献に1度だけ言及される。
『散文のエッダ』第二部『詩語法』の中で、スノッリ・ストゥルルソンは12世紀のスカルド詩人、ごちゃまぜ詩人ソルヴァルド(Þórvaldr blönduskáld)による詩の、次の節を引用している。
| Nú hefk mart í miði greipat burar Bors, Búra arfa. — Finnur Jónsson による版 | 大意： 今や私はブーリの跡取りのボルの息子（オーディンのこと）の蜜酒の中の多くを奪い取った。 |  |